# Hernicourt
Hernicourt é uma comuna francesa na região administrativa de Altos da França, no departamento de Pas-de-Calais. Estende-se por uma área de 9,85 km². Em 2010 a comuna tinha 570 habitantes (densidade: 57,9 hab./km²).